# Waking Up the Neighbours
Waking Up the Neighbours er Bryan Adams sjette studiealbum, der blev udgivet den 24. november 1991. Albummet blev produceret af Adams og Robert John "Mutt" Lange.

## Spornummer
1. "Is Your Mama Gonna Miss Ya?" – 4:40
2. "Hey Honey – I'm Packin' You In!" (Adams/Lange/Russell/Scott) – 3:59
3. "Can't Stop This Thing We Started" – 4:29
4. "Thought I'd Died and Gone to Heaven" – 5:48
5. "Not Guilty" – 4:12
6. "Vanishing" – 5:03
7. "House Arrest" (Adams/Lange/Vallance) – 3:57
8. "Do I Have to Say the Words?" (Adams/Lange/Vallance) – 6:11
9. "There Will Never be Another Tonight" (Adams/Lange/Vallance) – 4:40
10. "All I Want is You" – 5:20
11. "Depend on Me" (Adams/Lange/Vallance) – 5:07
12. "(Everything I Do) I Do It for You" (Adams/Lange/Kamen) – 6:34
13. "If you Wanna Leave Me (Can I Come Too?)" – 4:43
14. "Touch the Hand" – 4:05
15. "Don't Drop that Bomb on Me" – 5:58